# Фелікс Удуохай
Фелікс Удуохай (нім. Ohis Felix Uduokhai, нар. 9 вересня 1997, Аннаберг-Бухгольц) — німецький футболіст нігерійського походження, захисник клубу «Аугсбург». На умовах оренди грає за турецький «Бешикташ».

## Клубна кар'єра
Народився 9 вересня 1997 року в місті Аннаберг-Бухгольц в родині нігерійця і німкені. Вихованець юнацьких команд футбольних клубів «Ерцгебірге Ауе» та «Мюнхен 1860».
12 вересня 2016 року дебютував у другій Бундеслізі у поєдинку проти «Нюрнберга». Всього в дебютному сезоні провів за «Мюнхен 1860» 21 матч. Покинув команду після того, як вона вилетіла з другого за рангом німецького дивізіону і не змогла знайти бюджет на продовження виступів у лігах нижче та була відправлена до Регіоналліги.
У червні 2017 року підписав п'ятирічний контракт з «Вольфсбургом». 19 серпня 2017 року дебютував у Бундеслізі у поєдинку проти дортмундської «Боруссії», вийшовши у стартовому складі і провівши на полі весь матч. Відіграв за «вовків» 30 матчів в національному чемпіонаті, після чого у серпні 2019 року на умовах оренди приєднався до «Аугсбурга».
4 червня 2020 року «Аугсбург» скористався опцією викупу гравця і купив його за 9 млн євро.

## Виступи за збірні
13 листопада 2015 року зіграв один матч у складі юнацької збірної Німеччини до 19 років проти однолітків зі Швеції (3:0).
З 2016 року залучався до матчів молодіжної збірної Німеччини, у її складі поїхав на молодіжний чемпіонат Європи 2019 року в Італії.